# Audi Type A
L'Audi Type A est le premier modèle d'automobile du constructeur Audi, produite de 1909 à 1912.

## Description

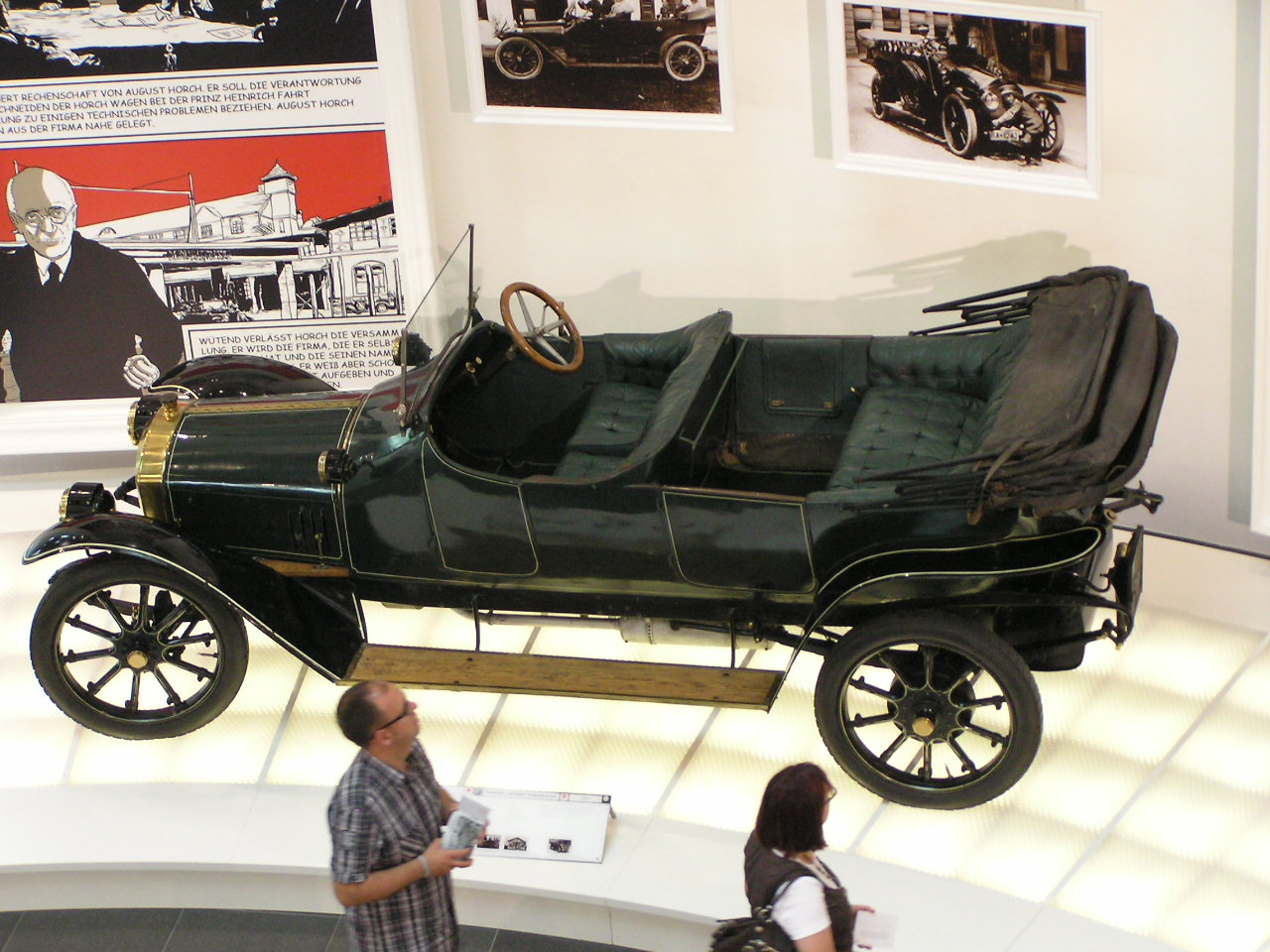
Audi Type A du Musée Audi d'Ingolstadt.

Audi Automobilwerke GmbH Zwickau, auparavant appelé August Horch Automobilwerke GmbH, a sorti le modèle en 1910. La production dura jusqu’en 1912. Cela fait de ce véhicule la plus ancienne voiture Audi connue.
Au total, 140 véhicules ont été produits, son prix de lancement sur le marché était de 8 500 Reichsmarks. La successeur, l’Audi Type B, est sortie dès 1911.

## Spécifications techniques
Le véhicule était équipé d’un moteur essence quatre cylindres en ligne et quatre temps. Le moteur de 2 612 cm3 était installé à l’avant du véhicule. Il développait 16,2 kW (22 ch). Le moteur avait un alésage de 80 mm et une course de 130 mm. Il entraînait les roues arrière via une boîte de vitesses à quatre rapports et un arbre à cadran. Elle était disponible en tant que phaeton de sport.
La vitesse maximale était de 70 km/h. Le poids de son châssis (sans carrosserie) est de 830 kg. L’empattement était de 2 900 mm et la largeur de la voie était de 1 300 mm à l’avant et à l’arrière.